# Euprepina nuda
Euprepina nuda är en tvåvingeart som beskrevs av Hull 1971. Euprepina nuda ingår i släktet Euprepina och familjen svävflugor. Inga underarter finns listade i Catalogue of Life.